# Medalla al Mérito de la Radioafición
La Medalla al Mérito de la Radioafición es una condecoración civil española. Tiene por objeto recompensar los estudios relevantes relacionados con la radiotecnia o actuaciones altruistas y meritorias realizadas por radioaficionados, bien en colaboración con organismos públicos y privados encargados de la protección civil, bien directamente por razones humanitarias. Esta distinción se encuentra regulada por el Real Decreto 484/2009, de 3 de abril, por él se regula el régimen jurídico de las condecoraciones en el ámbito de las telecomunicaciones y el desarrollo de la sociedad de la información, norma completada por la Orden del Ministerio de Fomento de 23 de junio de 1997 por la que se aprueba el Reglamento de las Órdenes del Mérito Postal y de la Telecomunicación, y las Medallas al Mérito Filatélico y de la Radioafición. Esta condecoración puede concederse tanto a personas como entidades, españolas o extranjeras, pudiendo incluso en situaciones excepcionales entregarse a colectivos sin personalidad jurídica. En los casos en los que sea otorgada a de personas o entidades extranjeras, el Ministerio de Industria, Turismo y Comercio debe efectuar una consulta al Ministerio de Asuntos Exteriores y de Cooperación para que éste exprese o no su beneplácito sobre la propuesta.

## Grados
La Medalla al Mérito de la Radioafición posee tres categorías: 
- Medalla de Oro
- Medalla de Plata
- Medalla de Bronce

El Consejo de la Orden Civil del Mérito de Telecomunicaciones y de la Sociedad de la Información y de la Medalla al Mérito de la Radioafición ostentará la representación de estas distinciones informará los expedientes de propuesta de concesión. Se encuentra integrado en la Secretaría de Estado de Telecomunicaciones y para la Sociedad de la Información.

## Descripción de la insignia
La Medalla al Mérito de la Radioafición es de forma circular y posee un diámetro de 50 milímetros, está realizada en plata con baño de oro fino (medalla de oro), plata suavemente oxidada (medalla de plata) o metal bronceado (medalla de bronce).
En la insignia de todas las categorías se muestran:
- En el anverso puede observarse el emblema de la radioafición, situado en la parte central. En este emblema se muestran reunidos el símbolo convencional de una antena y el de una toma de tierra, unidos por el signo de un disyuntor magnético. El símbolo convencional de una antena está formado por tres líneas colocadas en forma de "Y" pero con la línea central prolongada hasta la misma altura que los extremos superiores de las laterales. La toma de tierra se representa con tres líneas paralelas dispuestas horizontalmente y en forma de pirámide invertida. El signo de un disyuntor magnético consiste en una línea trazada con la forma característica de un muelle e interrumpida en uno de sus extremos.[2] El emblema de la radioafición se encuentra situado sobre la silueta del mapa de España, del que surgen ondas de radiofrecuencia representadas con cuatro figuras, habitualmente empleadas para representar rayos. La silueta del mapa está colocada dentro de la figura de un rombo rodeado por una rama de laurel y otra de palma. Todo el conjunto descrito está orlado con la leyenda "SECRETARÍA GENERAL DE COMUNICACIONES".[3]

- En el reverso puede leerse la inscripción "MEDALLA AL MÉRITO DE LA RADIOAFICIÓN" y en su parte central aparece representado un símil de pergamino en el que graba el nombre del galardonado.

Las insignias principales de todas las categorías se acompañan de otras idénticas pero de tamaño reducido, en forma de miniatura, para solapa o prendedor.
En los casos en que alguna institución con derecho establecido al uso de bandera o estandarte recibiese la Medalla al Mérito de la Radioafición, se le concede una corbata con los colores de su cinta, en la que llevará bordada la distinción concedida, rematada por un fleco de oro, plata o bronce en función de la categoría.

## Desposesión de distinciones
El agraciado con cualesquiera de las categorías que haya sido sentenciado por la comisión de un delito doloso o pública y notoriamente haya incurrido en actos contrario a las razones determinantes de la concesión de la distinción podrá, en virtud de expediente iniciado de oficio o por denuncia motivada, y con intervención del Fiscal de la Real Orden, ser desposeído del título correspondiente a la distinción concedida, decisión que corresponde a quien la otorgó.

## Recipientes
Algunas de las personas premiadas han sido:
- Fernando Fernández Martín, EA8AK, expresidente del Gobierno de Canarias (1982)
- Jesús Martín de Córdova Barreda, EA4AO (1985)
- Fernando de Elzaburu Márquez, EA4UN, V marqués de las Claras (1997)
- Alfonso Hernández Hernández, EA8ZX (1997)
- Luis María de Palacio y de Palacio, EA4DY, V marqués de Matonte (1997, póstumo)
- Isidoro Ruiz-Ramos y García-Tenorio, EA4DO (1999)